# Monaster Spotkania Włodzimierskiej Ikony Matki Bożej w Moskwie
Monaster Spotkania Włodzimierskiej Ikony Matki Bożej – prawosławny męski klasztor w Moskwie, o statusie monasteru stauropigialnego.

## Historia
Według tradycji cerkiewnej monaster został utworzony w 1395. Jego zabudowania wzniesiono na miejscu, gdzie mieszkańcy Moskwy zebrali się, by oddać cześć Włodzimierskiej Ikonie Matki Bożej, której przypisywano ocalenie przed najazdem tatarskim. Fundatorem obiektów klasztornych był książę moskiewski Wasyl I. W 1679 na miejscu pierwszej monasterskiej cerkwi Włodzimierskiej Ikony Matki Bożej została wzniesiona nowa świątynia pod tym samym wezwaniem. Zdaniem innych badaczy monaster powstał jeszcze w 1379, jednak pierwotnie siedzibą wspólnoty były obiekty w pobliżu bramy Włodzimierskiej w Kitajgrodzie (gdzie do 1934 funkcjonowała cerkiew Włodzimierskiej Ikony Matki Bożej), zaś jego przeniesienie na zajmowany aktualnie obszar nastąpiło dopiero w XVI w., być może w związku ze wznoszeniem murów obronnych Kitajgrodu.
W 1907 w monasterze przebywało 11 mnichów i 14 posłuszników.
W 1922 monaster przeszedł w ręce Żywej Cerkwi. Do 1923 służył w nim jeden z liderów ruchu odnowicielskiego, biskup Antonin (Granowski). W 1923 wspólnota ponownie przeszła w jurysdykcję Rosyjskiego Kościoła Prawosławnego, jednak jeszcze w tej samej dekadzie została całkowicie zlikwidowana. W latach 1927–1930 na polecenie władz radzieckich zburzono większość zabudowań monasterskich, w tym cerkiew św. Marii Egipcjanki, dzwonnicę i mur klasztoru. W ocalałym budynku mieszkalnym w latach wielkiego terroru mieścił się internat dla oficerów NKWD. Następnie, według relacji świadków, w obiektach monasterskich mieściły się garaże i warsztaty konserwatorskie.
Rosyjski Kościół Prawosławny odzyskał w 1991 jedyną ocalałą z dawnego monasteru cerkiew – sobór Spotkania Włodzimierskiej Ikony Matki Bożej. Przez dwa lata był on świątynią parafialną. W 1993 przy świątyni otwarto placówkę filialną Monasteru Pskowsko-Pieczerskiego, której przełożonym został hieromnich Tichon (Szewkunow). W 1995 wspólnota otrzymała status monasteru stauropigialnego. Na terenie monasteru odbudowana została dzwonnica, wzniesiono nowe zabudowania mieszkalne. Klasztor prowadzi jedno z największych wydawnictw w Rosji, specjalizujące się w literaturze teologicznej, historycznej, artystycznej, jak również w publikowaniu ksiąg liturgicznych i powiązanych z szeroko rozumianym życiem religijnym.

## Architektura
W kompleksie monasterskim przed zamknięciem klasztoru w czasach radzieckich istniały trzy cerkwie. Najważniejsza, sobór Spotkania Włodzimierskiej Ikony Matki Bożej, była fundacją cara Fiodora II, rozbudowaną na początku XVIII w. o dodatkowy ołtarz św. Jana Chrzciciela i wtedy też dekorowana freskami. Znacznie starsza od soboru była mniejsza cerkiew św. Marii Egipcjanki, powstała jeszcze w 1358, rozbudowana i wyremontowana w XVIII w., rozebrana w 1930. Drugą pomocniczą świątynią w monasterze była cerkiew św. Mikołaja z 1482.
Szczególnym elementem wyposażenia monasteru była monumentalna rzeźba wyobrażająca ukrzyżowanie w otoczeniu scen z Ewangelii, Dziejów Apostolskich i Apokalipsy, na tle widoku Jerozolimy, wykonana przez Grigorija Szumajewa w 1755. Dzieło to zostało w czasach radzieckich przeniesione do Muzeum Architektury w Moskwie.